# Suctoribates carinatus
Suctoribates carinatus är en kvalsterart som beskrevs av Hammer 1979. Suctoribates carinatus ingår i släktet Suctoribates och familjen Rhynchoribatidae. Inga underarter finns listade i Catalogue of Life.